# Paper Mario (jeu vidéo)
Vous lisez un « bon article » labellisé en 2011.
Pour les articles homonymes, voir Paper.
Paper Mario (マリオストーリー, Mario Sutōrī, soit Mario Story au Japon) est un jeu vidéo de rôle développé par Intelligent Systems et édité par Nintendo sur Nintendo 64. Il est d'abord sorti le 11 août 2000 au Japon, le 5 février 2001 en Amérique du Nord et le 5 octobre 2001 en Europe et en Australie. Le jeu est ensuite ressorti sur la Console virtuelle de la Wii en 2007, sur celle de la Wii U en 2015, et aussi jouable depuis le Nintendo Switch Online de la Nintendo Switch depuis le 10 décembre 2021.
Paper Mario se déroule dans le Royaume Champignon, où le protagoniste Mario tente de sauver la princesse Peach de la menace de Bowser. Pour ce faire, il doit libérer sept « esprits Étoiles » pour annuler les effets de la baguette Étoile qui rend Bowser invincible. Le joueur contrôle Mario et plusieurs de ses partenaires pour résoudre des énigmes et vaincre des ennemis dans un système de combats au tour par tour.
Paper Mario est le premier épisode de la série Paper Mario, dont font également partie Paper Mario : La Porte millénaire sur GameCube, Super Paper Mario sur Wii, Paper Mario: Sticker Star sur Nintendo 3DS , Paper Mario: Color Splash sur Wii U et Paper Mario: The Origami King sur Nintendo Switch. Le jeu a bien été accueilli par les critiques, obtenant une moyenne de 88 % sur GameRankings et de 93 % sur Metacritic,. Il s'est classé à la 63e place de la liste établie en 2006 par Nintendo Power des 200 meilleurs jeux sur consoles Nintendo.

## Système de jeu
Paper Mario mélange l'aspect aventure propre au jeu de rôle avec des éléments de plate-forme, et propose également des phases de combat. Il met en scène des personnages en deux dimensions, tirés de l'univers Mario, dans un environnement à trois dimensions. Au cours de son aventure, Mario peut dialoguer avec n'importe quel personnage non jouable croisé dans le jeu, devra parfois sauter d'obstacle en obstacle ou casser des blocs qui gênent sa progression à l'aide de son marteau. Mario est secondé par un compagnon, et un seul à la fois, qu'il peut changer à tout moment (Mario gagne de nouveaux compagnons au fur et à mesure de son aventure). Il peut compter sur celui-ci par exemple pour résoudre certaines énigmes ou attraper certains objets. Le système de combats intervient lorsque Mario rencontre un, ou des ennemis[réf. nécessaire].
Comme dans bon nombre de jeux de rôle, les combats se font au tour par tour. Mario, aidé du personnage l'accompagnant avant le début du combat, affronte un petit nombre d'ennemis sur une scène fermée et peut utiliser diverses techniques pour attaquer, comme sauter sur un ennemi ou utiliser un marteau. Le joueur peut augmenter la puissance d'une attaque en appuyant sur un bouton au bon moment. Chaque personnage qui accompagne Mario possède plusieurs capacités particulières, par exemple Goombario le Goomba peut frapper l'ennemi de la tête avec sa technique Coud'tête ou l'analyser avec sa technique spéciale Indic. Le joueur a également la possibilité d'utiliser des objets ou même d'invoquer les pouvoirs des esprits Étoiles après leur libération[réf. nécessaire].
En battant des ennemis, Mario gagne des pièces lui permettant d'acheter des objets dans les magasins ainsi que points étoiles qui lui font gagner des niveaux pour lui permettre d'augmenter ses points cœurs (ses points de vie), ses points fleurs (des points qui lui permettent à lui et son compagnon d'utiliser des attaques plus puissantes que les attaques de base) ou ses points badges (qui lui permet de s'équiper de plus de badge qui sont des objets à trouver pendant l'aventure avec divers effets comme donner accès à de nouvelles attaques ou augmenter les statistiques de Mario dans certaines circonstances)[réf. nécessaire].
Enfin, une des aventures annexes met en scène la princesse Peach, qui est donc jouable à plusieurs reprises dans l'aventure.

## Scénario
Une fois de plus, Bowser rompt la paix qui règne sur le Royaume Champignon. À Havre Étoile, habitat des étoiles, il vole la baguette Étoile qui permet d'exaucer tous les vœux. Ainsi, il peut kidnapper la princesse Peach sans craindre Mario, d'une manière spectaculaire : il emporte avec lui le château de la princesse dans la stratosphère[réf. nécessaire].
Mario devra donc faire équipe avec divers personnages pour libérer les sept esprits Étoiles, emprisonnés par Bowser, et ainsi obtenir le pouvoir d'affronter son éternel ennemi. Ces personnages pouvant l'accompagner sont :
- Goombario (Kurio (クリオ?)), un jeune Goomba, adorateur du célèbre plombier. Il habite le Village Goomba avec sa famille. Il peut vous donner des renseignements sur les lieux, objets et personnages.
- Kooper (Kameki (カメキ?)), un Koopa qui voudrait devenir archéologue. Il peut atteindre un objet à distance.
- Bombinette ou Bombette (Pinky (ピンキー, Pinkī?)), une Bob-omb qui a été emprisonnée dans la forteresse des Frères Koopa. Elle peut faire exploser les murs fissurés et certains rochers.
- Parakarry (Paretta (パレッタ?)), un facteur Paratroopa. Il peut faire voler Mario sur une courte distance.
- Bouh ou Bow (Resaresa (レサレサ?)), une Boo souhaitant libérer les Boo que Tubba Blubba a mangés. Elle peut vous rendre invisible.
- Watt (Akarin (アカリン?)), une jeune lumière emprisonnée dans une lampe. Elle peut éclairer les endroits sombres et faire apparaître des blocs invisibles.
- Sushie (Opuku (おプク?)), une Cheep-Cheep chargée de retrouver tous les Miniyoshi. Elle peut faire nager Mario sur ou sous l'eau.
- Lakilester (Pokopī (ポコピー, Pokopī?)), un Lakitu accompagné de son nuage qui suit Mario pour impressionner sa copine. Il peut prendre Mario sur son nuage pour survoler une zone de lave ou de pics.

## Développement
Paper Mario a été développé par Intelligent Systems. Les réalisateurs étaient Toshitaka Muramatsu, Takahiro Ohgi, et Hironobu Suzuki. Kumiko Takeda et Kaori Aoki ont écrit le scénario du jeu et Naohiko Aoyama était le directeur artistique responsable du style graphique particulier du jeu. Le jeu était initialement dénommé Super Mario RPG 2, et a été révélé au Nintendo Space World 97, un salon de jeu vidéo organisé par Nintendo. Les critiques ont comparé le style 2D des personnages du jeu à PaRappa the Rapper. Shigeru Miyamoto, l'un des producteurs, a déclaré que le jeu avait commencé à être développé sur l'idée des jeux amateurs. Il avait déjà annoncé à l'E3 qu'environ vingt développeurs étaient activement impliqués dans le projet. Paper Mario est ressorti sur Console virtuelle en 2007 ; le jeu a également été réédité sur l'iQue Player. La bande son de Paper Mario a été composée par Yuka Tsujiyoko.

## Accueil
Paper Mario a été bien accueilli par la presse vidéoludique. Matt Casamassina d'IGN a loué l'accessibilité du jeu et ajouté qu'il « pouvait parfaitement servir d'introduction à toute personne voulant explorer le genre [des jeux de rôle] ». Malgré cela, d'autres critiques se sont plaints de la simplicité des énigmes et des boss. La nostalgie que le jeu procure a été appréciée, et pour certains testeurs, les menus et personnages du titre donnent un sentiment de familiarité avec la série Super Mario,. Le jeu a souvent été comparé au précédent jeu de rôle Mario, Super Mario RPG: Legend of the Seven Stars. Tom Bramwell d'Eurogamer a jugé que « Paper Mario est un jeu nettement supérieur à SMRPG ». À l'inverse, IGN a pointé du doigt la simplicité du scénario de Paper Mario par rapport à son prédécesseur spirituel sur Super Nintendo. RPGFan a même affirmé qu'une partie de l'histoire de Paper Mario avait été copiée sur celui-ci, et a remis en question le nom Paper Mario, pensant qu'il y avait trop peu dans le jeu qui utilisait les effets 2D du papier pour justifier ce titre.
Les critiques ont salué le mélange que fait Paper Mario entre jeux de rôle et jeux de plates-formes,. GameSpot a parlé d'un système de combats « excitant et un peu stratégique », qui incite le joueur à se servir des points faibles de ses ennemis. Les actions de commande ont été qualifiées de « rafraîchissantes » et ajoutant de la nouveauté à une formule déjà très présente dans les jeux du même genre. Cependant, pour RPGFan, les ennemis viennent trop souvent des jeux précédents tandis que les nouveaux sont « ringards », à l'exception de quelques-uns des boss du jeu. Eurogamer a affirmé que « de tous les personnages que vous rencontrez, aucun n'est moins important qu'un autre », alors que GameSpot a salué l'humour du jeu et les quêtes annexes qu'il propose.
Les graphismes du jeu ont été bien accueillis par la presse. Gamekult les a jugés « très bien finis », mais a déploré « quelques pixels qui apparaissent lors des zooms trop rapprochés ». Pour Jeuxvideo.com, la réalisation est « originale », même si « la N64 est toutefois loin d'atteindre les limites de ses capacités ». La bande son a également été saluée, bien que les critiques aient regretté l'absence de doublage et d'effets sonores spécifiques à chaque personnage,. RPGFan s'est, lui, montré très critique avec la bande son du jeu, mais a tout de même apprécié l'utilisation de différentes musiques en simultané. Le jeu a reçu de nouveaux éloges de la part des critiques lors de sa ressortie sur Console virtuelle, comme ceux de Lucas M. Thomas d'IGN qui a fait valoir que Paper Mario avait bien vieilli et qu'il ne souffrait pas de la comparaison avec ses suites sur GameCube et sur Wii. Paper Mario a prouvé sa popularité sur Console virtuelle, atteignant même la deuxième place des jeux les plus téléchargés sur cette plate-forme en août 2007 aux États-Unis.
Paper Mario a été le jeu le plus vendu au Japon la semaine de sa sortie, avec plus de 270 000 exemplaires écoulés. Il a également été le huitième jeu le plus vendu aux États-Unis, sur la période allant de janvier à juin 2000. Selon VG Chartz, Paper Mario s'est en tout vendu à 599 940 exemplaires au Japon, 579 942 en Amérique du Nord et 1 379 862 dans le monde entier, faisant de lui le 40e jeu sur Nintendo 64 le plus vendu dans le monde. Il a été désigné comme l'un des cent meilleurs jeux de tous les temps par Electronic Gaming Monthly, comme le 63e meilleur jeu sur une console Nintendo par Nintendo Power et comme le 13e meilleur jeu sur Nintendo 64 par ce même magazine.